# Jan Styczyński (lekarz)
Jan Roman Styczyński (ur. 24 lutego 1963 w Jabłonowie Pomorskim) – lekarz, nauczyciel akademicki, dr hab. nauk medycznych, profesor zwyczajny Wydziału Lekarskiego i Katedry Pediatrii, Hematologii i Onkologii Collegium Medicum im. Ludwika Rydygiera w Bydgoszczy Uniwersytetu Mikołaja Kopernika w Toruniu. W latach 2012–2016 pełnił funkcję prorektora ds. Collegium Medicum UMK. Konsultant Krajowy w dziedzinie onkologii i hematologii dziecięcej od 2017r. Redaktor Naczelny „Acta Haematologica Polonica”.

## Życiorys
22 maja 1996 obronił pracę doktorską Ocena skuteczności bierno-czynnego uodpornienia przeciwko zakażeniu wirusem zapalenia  wątroby typu B u dzieci z chorobami nowotworowymi, 23 lutego 2005 habilitował się na podstawie pracy zatytułowanej Modulacja odpowiedzi ex vivo na prednizolon w ostrej białaczce limfoblastycznej u dzieci w świetle mechanizmów steroidooporności. 23 grudnia 2010 otrzymał tytuł profesora w zakresie nauk medycznych.
Odbył staże naukowe i kliniczne w Columbia University w Nowym Jorku, Vrije Universiteit w Amsterdamie, Hammersmith Hospital w Londynie, Palacky University w Ołomuńcu i Oddziale Transplantacji Szpiku w Poznaniu. Otrzymał stypendia naukowe z British Council, Children Medical Care Foundation (USA), CIBMTR (USA), NUFFIC (Netherlands organization for international cooperation in higher education) i Erasmus University Rotterdam. 
Objął funkcję profesora zwyczajnego w Katedrze Pediatrii, Hematologii i Onkologii na Wydziale Lekarskim Collegium Medicum im. Ludwika Rydygiera w Bydgoszczy Uniwersytetu Mikołaja Kopernika w Toruniu. Prodziekan Wydziału Lekarskiego w latach 2008-2012. Prorektor UMK ds. Collegium Medicum 2012-2016. Przewodniczący kilku komisji Wydziału Lekarskiego. Przewodniczący Rady Collegium Medicum w Bydgoszczy, Przewodniczący Rady Społecznej Szpitala Uniwersyteckiego im. dr. Jurasza oraz Szpitala Uniwersyteckiego im. dr. Biziela w Bydgoszczy w latach 2012-2016. Ekspert i doradca CMKP, NFZ, MZ, AOTMiT. Przewodniczący Zespołu Ekspertów NFZ ds. terapii CAR-T.
Współtwórca i lekarz nadzorujący Oddział Transplantacji Szpiku Kostnego dla dzieci w Bydgoszczy. Wraz z zespołem, pierwszy w Polsce przeprowadził: transplantację haploidentyczną z poprzeszczepowym cyklofosfamidem, terapię allogenicznymi limfocytami cytotoksycznymi, terapię czynnikiem wzrostu keratynocytów u dzieci. Dawca komórek krwiotwórczych i popularyzator dawców szpiku kostnego.

## Dorobek naukowy
Autor ponad 500 opublikowanych prac. Wygłosił ponad 200 wykładów na zaproszenie. Recenzent ponad 1000 artykułów naukowych i postępowań awansowych. Członek Zarządu Głównego oraz Przewodniczący Polskiej Pediatrycznej Grupy ds. Zakażeń Polskiego Towarzystwa Onkologii i Hematologii Dziecięcej oraz Członek Zarządu Głównego Polskiego Towarzystwa Hematologów i Transfuzjologów. Promotor 18 doktoratów. W latach 2017–2021 pierwszy w rankingu najwyżej punktowanych naukowców Collegium Medicum w Bydgoszczy.
Przewodniczący Infectious Diseases Working Party w EBMT (European Society for Blood and Marrow Transplantation) oraz członek Zarządu i Komitetu Naukowego EBMT. Członek Komitetu Organizacyjnego i wiceprezydent ECIL (European Conference on Infections in Leukemia) zrzeszającego 4 międzynarodowe towarzystwa naukowe (EBMT, EORTC, ICHS, LeukemiaNet). Członek International Advisory Board w Lancet Haematology w latach 2014-2020. Członek międzynarodowych towarzystw naukowych: EBMT, ASH, SIOP. Członek trzech komisji Polskiej Akademii Nauk. Wprowadza i rozwija nowe metody terapii w onkologii, zwłaszcza terapie komórkowe.

## Wyróżnienia
Otrzymał tytuł „Osobowości roku województwa kujawsko-pomorskiego” w zakresie „Nauka” za rozwój terapii komórkowych, oraz nominację w zakresie „Działalność społeczna i charytatywna”.
Był wyróżniany m.in.:  
- nagrodą Ministra Zdrowia, Marszałka Województwa kujawsko-pomorskiego,
- medalem PTHiT za zasługi dla polskiej hematologii,
- medalem Honoris Causa Educationis (Rada Naukowa Centrum Medycznego Kształcenia Podyplomowego),
- nagrodami PTOHD i nagrodami Rektora
- Nagrodą Rady Doktorantów Collegium Medicum w Bydgoszczy,
- Odznaką „Przyjaciel dziecka” nadana przez Towarzystwo Przyjaciół Dzieci, Bydgoszcz[1],
- Złoty Krzyż Zasługi (2022)[25].